# Maigret au « Picratt's »
Maigret au « Picratt's » est un roman policier de Georges Simenon publié en avril 1951 aux Presses de la Cité. Il fait partie de la série des Maigret.
Simenon a écrit ce roman du  30 novembre au 8 décembre 1950 dans sa grande propriété isolée, dénommée Shadow Rock Farm à Lakeville (Connecticut), États-Unis, soit à quelque 5 800 km de Paris où se déroule l'action.
Le cadre du roman se situe à Paris (quartiers de Pigalle et Montmartre), avec des références à Lisieux, Nice, La Bourboule et La Roche-sur-Yon. Le récit se déroule dans les années 1950 ; l’enquête dure deux jours, en hiver.
Le nom du cabaret « Picratt's » est un jeu de mots sur le terme d'argot « picrate » qui désigne un vin rouge de piètre qualité.

## Personnages
- Anne-Marie Trochain, alias Jeanne Leleu, alias Arlette : stripteaseuse, la victime, célibataire, environ 20 ans.
- Albert Lapointe : inspecteur à la P.J.
- Comtesse  Von Farnheim, née Madeleine Lalande : 49 ans, seconde victime.
- Oscar Bonvoisin : ex-chauffeur devenu truand, environ 50 ans.
- Fred Alfonsi : patron du Picratt’s, environ 50 ans.
- Philippe : jeune drogué et homosexuel, ami de la comtesse.

## Résumé
- Mise en place de l'intrigue

À quatre heures et demie du matin, Arlette, strip-teaseuse au Picratt's à Pigalle, se rend en état d'ivresse au commissariat de police tout proche : elle déclare avoir surpris dans le cabaret une conversation au cours de laquelle un certain Oscar a annoncé son intention de tuer une comtesse. On l'envoie à la Police judiciaire où, en raison de son état, on n'accorde guère de crédit à ses déclarations, d'ailleurs fort imprécises. 
- Enquête

Peu après, on découvre le corps d'Arlette et, à quelques heures d'intervalle, celui d'une comtesse ; toutes deux ont été étranglées de la même manière, dans leur appartement. Maigret établit alors une sorte de quartier général au Picratt's. Avec toute son équipe, il se lance à la recherche d'Oscar et s'efforce d'identifier la comtesse et Arlette, d'établir les liens entre ces trois personnages. 
Tout d'abord, on découvre l'identité de la comtesse : Madeleine Lalande a épousé le comte Von Farnheim, grâce à qui elle a pu mener une existence dorée sur la Côte d'Azur. Après la mort (suspecte) de son mari, elle a été rapidement délestée par des gigolos d'une bonne partie de sa fortune, puis s'est établie à Paris et s'est adonnée aux stupéfiants. Grâce au témoignage d'une ancienne cuisinière, Maigret apprend qu'un certain Oscar Bonvoisin, sorte de don Juan sans scrupules, a été jadis chauffeur et amant de la comtesse. Or, la présence de Bonvoisin à Montmartre est attestée par plusieurs personnes. 
- Dénouement et révélations finales

Peu à peu, l'étau se resserre. La police interroge en vain Philippe, un jeune drogué, ami de la comtesse, puis le relâche : Maigret se dit que Bonvoisin, soupçonnant Philippe d'avoir parlé, cherchera certainement à le supprimer. 
Et en effet, c'est au domicile de Philippe que la police met la main sur le fameux Oscar. Après avoir été l'amant des deux femmes, il avait tué la comtesse pour son argent et Arlette parce qu'elle allait probablement le quitter. L'inspecteur Lapointe, ancien amoureux d'Arlette, participe à la lutte entre Maigret et Bonvoisin. Celui-ci, en voulant s'enfuir, est abattu par l'inspecteur.

## Aspects particuliers du roman
L’enquête vise à faire ressortir, de façon indirecte, la personnalité et le comportement de trois personnages dont deux sont morts au moment de l’enquête, tandis que le troisième n’apparaît que pour se faire tuer.
Le roman est aussi violemment homophobe : l’un des personnages secondaires, Philippe, veule, drogué et pleurnichard, qualifié de « pédéraste » et de « sale tantouze » par les policiers de l’équipe de Maigret, cumule tous les clichés du genre. Maigret, d’habitude si humain, va jusqu’à souhaiter sa mort en déclarant que s’il se fait tuer par Oscar, « ce ne serait pas une grosse perte ».[réf. nécessaire]

## Éditions
- Édition originale : Presses de la Cité, 1951
- Livre de Poche n° 14219, 1999  (ISBN 978-2-253-14219-5)
- Tout Simenon, tome 5, Omnibus, 2002  (ISBN 978-2-258-06046-3)
- Tout Maigret, tome 5, Omnibus,  2019  (ISBN 978-2-258-15046-1)

## Adaptations

### Au cinéma
Sous le titre Le Commissaire Maigret à Pigalle, film franco-italien de Mario Landi avec Gino Cervi, sorti en 1967.

### À la télévision
- Sous le titre Murder in Montmartre, téléfilm anglais dans une réalisation de Andrew Osborn et Eric Taylor, avec Rupert Davies diffusé en 1960.
- Sous le titre Moord op Montmartre, téléfilm hollandais avec Kees Brusse (Commissaire Maigret), diffusé en 1964.
- Sous le titre Keishi to Monmarutoru no onna, téléfilm japonais, dans une réalisation de Fukumoto Yoshito, avec Kinya Aikawa (Commissaire Maigret), diffusé en 1978.
- Maigret au Picratt's, téléfilm français de Philippe Laik avec Jean Richard, diffusé en 1985.
- Sous le titre Maigret et les Plaisirs de la nuit, téléfilm français de José Pinheiro avec Bruno Cremer (Commissaire Maigret), Jean-Louis Foulquier (Fred), épisode 4 de la série, diffusé en 1992.
- Sous le titre Maigret and the Night Club Dancer, téléfilm anglais de John Strickland avec Michael Gambon (Commissaire Maigret), diffusé en 1993.
- Sous le titre Maigret in Montmartre, téléfilm anglais de Thaddeus O'Sullivan avec Rowan Atkinson (Commissaire Maigret), diffusé en 2018.